# Topologie

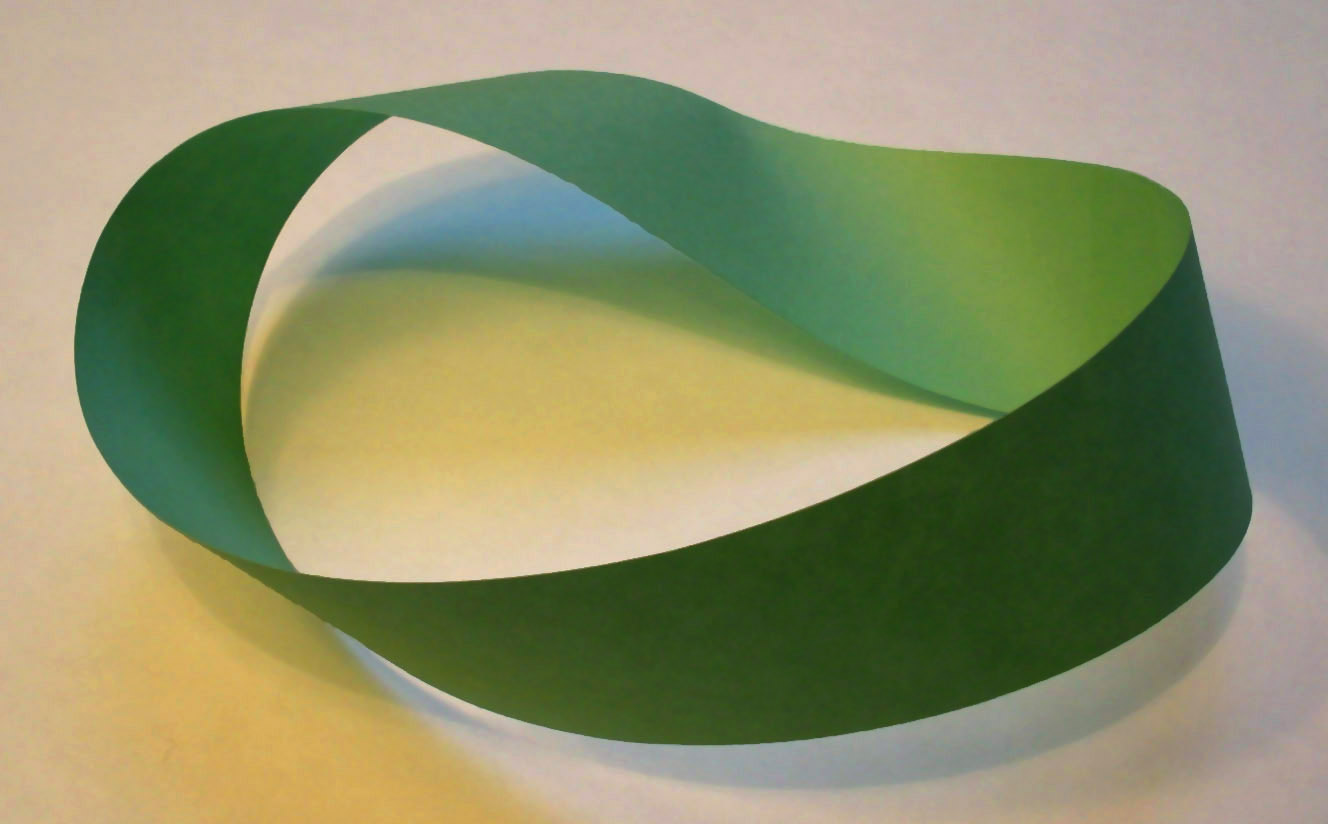
Bandă Möbius, un obiect cu o singură suprafață și o singură muchie; astfel de forme sunt studiate în topologie.

Topologia este o ramură a matematicii, mai precis o extensie a geometriei care studiază deformările spațiului prin transformări continue. În sens mai larg, topologia descrie relațiile spațiale existente între obiectele geometrice (puncte, linii, poligoane) poziționate în spațiu.
În cadrul Sistemelor Geografice Informaționale termenul poate fi definit ca “știința și matematica relațiilor utilizate pentru validarea geometriei entităților vectoriale și pentru o serie de operații cum ar fi analiza de rețea și de vecinătate” . 

## Etimologie
Termenul topologie provine din contracția substantivelor grecești topos (τóπος) și logos (λóγος) care semnifică loc, respectiv studiu. Așadar, topologie înseamnă literal "studiul locului".
Alte denumiri folosite anterior: geometria situs, analysis situs, unde situs înseamnă "loc" în latină.

## Introducere

O transformare a unei căni într-un tor și invers.

Topologia se deosebește de geometria euclidiană prin modul de considerare a echivalenței dintre obiecte. În geometria euclidiană, două obiecte sunt echivalente dacă sa pot transforma unul în celălalt prin izometrii — transformări care păstrează valoarea unghiurilor, lungimilor, ariilor și volumelor.

## Istoric
În 1736, matematicianul Leonhard Euler publica lucrarea intitulată Problema podurilor din Königsberg, despre care se poate spune că stă la baza acestei ramuri matematice.
Termenul topologie este introdus de Johann Benedict Listing în articolul Vorstudien zur Topologie, publicat în 1847.
Topologia modernă are ca punct de plecare teoria mulțimilor, dezvoltată de Georg Cantor în a doua jumătate a secolului al XIX-lea, la care se adaugă studiile privind seriille Fourier și mulțimile punctuale din cadrul teoriei spațiilor euclidiene.
În lucrarea sa, Analysis Situs din 1895, Henri Poincaré introduce conceptele de omotopie, omologie, care astăzi aparțin topologiei algebrice.
În 1906, pornind de la lucrările lui Cantor, Volterra, Hadamard, Ascoli, Maurice Fréchet deschide drumul în domeniul spațiilor metrice.
În 1914, Hausdorff definește spațiul care îi va purta numele.
În anul 1970, pregătindu-se de recensământ, United States Census Bureau, a folosit topologia matematică pentru a reduce erorile ce apăreau pe hărțile rezultate.

## Definiție matematică
Considerăm mulțimea X și fie T o familie a sa de submulțimi. Atunci T este o topologie pe X dacă:
1. Mulțimea vidă și X sunt elemente ale lui T.
2. Orice reuniune de elemente din T este element al lui T.
3. Intersecția unui număr finit de elemente din T este element al lui T.

În acest caz spunem că X împreună cu T formează un spațiu topologic. Elementele lui T se numesc "mulțimi deschise"; complementarele acestora se numesc "mulțimi închise".